# Критска држава
Критска држава (грчки: Κρητική Πολιτεία) је била аутономна држава на острву Крит, формирана на интервенцију Великих сила 1898. године после Критског устанка. Постојала је до завршетка Првог балканског рата 1913. године када је Лондонским споразумом уједињена са Краљевином Грчком. 

## Историја
Током 19. века подигнуто је више устанака на Криту против османске власти. Како је Грчка 1830. године постала прва балканска држава која се ослободила турске власти, устанци на Криту имали су за циљ ослобођење и уједињење са Грчком. Корак напред у том циљу остварен је кроз Критски устанак 1897. године, вођен паралелно са Грчко-турским ратом. На интервенцију Великих сила, Османско царство признало је Цариградским миром из 1898. године аутономију Криту. По завршетку рата, пуковник Васос напушта острво, а велике силе тражиле су гувернера. На положај је на крају постављен грчки краљ Ђорђе. Крит званично ипак није био уједињен са Грчком, већ је формирана Критска држава на челу са грчким краљем. Најзначајнији политичар на Криту био је Елефтериос Венизелос, уједно и најпознатији политичар модерне Грчке. Он се брзо разилази са Ђорђем који је владао апсолутистички. Венизелос је учествовао у писању Устава који је на Криту био на снази годину дана (1907—1908). Предводио је побуну којом је власт краља Ђорђа замењена влашћу Александра Заимиса. Уједињење са Критом био је један од главних циљева Грчке у Балканским ратовима. Лондонским споразумом из 1913. године, којим је окончан Први балкански рат, Крит је уједињен са Грчком, чиме Критска држава престаје да постоји. Власт турског султана над Критом, која је постојала од 1667. године, тј. од освајања Кандијске краљевине у Кандијском рату, окончана је тим уједињењем. 